# Anacroneuria flintorum
Anacroneuria flintorum és una espècie d'insecte plecòpter pertanyent a la família dels pèrlids.

## Descripció
- L'adult presenta el cap de color marró fosc i groc al voltant dels marges.[5]

## Hàbitat
En el seu estadi immadur és aquàtic i viu a l'aigua dolça, mentre que com a adult és terrestre i volador.

## Distribució geogràfica
Es troba a Sud-amèrica: el Brasil.